# Marilyn Manson (band)
 Denne artikel omhandler bandet Marilyn Manson. Opslagsordet har også en anden betydning, se Marilyn Manson (person).
Marilyn Manson er et amerikansk rock-band. Det er svært at kategorisere bandet, da det viser en indflydelse fra mange genrer af hård rock, inklusiv industrial, heavy metal og glam rock. Hvert af bandets album har indtil videre haft en unik og individuel lyd, som bandet og dets forsanger har søgt at tilpasse den pågældende periode. Marilyn Mansons popularitet er vokset i takt med bl.a. forsangerens kontroversielle opførsel og konflikter med både religiøse og politiske personer, som har kritiseret bandets anti-religiøse omdømme og referencer til sex, narko og vold.
Bandet blev dannet i 1989 i Fort Lauderdale, Florida under navnet "Marilyn Manson and the Spooky Kids" og har haft en del udskiftninger af dets medlemmer igennem årene. Bandet anvender pseudonymet for forsangeren Marilyn Manson (født Brian Hugh Warner). Indtil 1997 blev bandmedlemmernes pseudonymer dannet ved at kombinere fornavnet for en kendt kvindelig pop-kunstner eller model og efternavnet for en seriemorder. I forsangerens tilfælde blev det en kombination af Marilyn Monroe og Charles Manson. I de senere år har nye medlemmer af bandet set bort fra denne formel og anvendt deres egne navne.

## Diskografi
- Portrait of an American Family (1994)
- Smells Like Children (1995)
- Antichrist Superstar (1996)
- Remix & Repent (1997)
- Mechanical Animals (1998)
- The Last Tour on Earth (1999)
- Holy Wood (2000)
- The Golden Age of Grotesque (2003)
- Lest We Forget (2004)
- Eat Me, Drink Me (2007)
- The High End of Low  (2009)
- Born Villain  (2012)
- The Pale Emperor (2015)
- Heaven Upside Down (2017)
- We Are Chaos (2020)

## Filmografi
- Lost Highway (1997)
- Spawn (1997)
- Jawbreaker (1999)
- Clone High (2000)
- From Hell (score, 2001)
- Not Another Teen Movie (score, 2001)
- Resident Evil (score, 2002)
- Bowling for Columbine (interview, 2002)
- The Hire: Beat The Devil (2003)
- Party Monster (2003)
- Doppelherz (director, 2003)
- The Heart Is Deceitful Above All Things (2004)
- House of Wax (2005)
- Living Neon Dreams (2006)
- Rise (2006)
- Phantasmagoria: The Visions of Lewis Carroll (2010)
- Splatter Sisters (2010) – (2011)
- The Nightmare Before Christmas

## Bøger
- Marilyn Manson – The Long Hard Road Out of Hell (1998)
- Marilyn Manson – Holy-Wood (In The Shadow Of The Valley Of Dead) (ikke udkommet endnu)

## Nuværende medlemmer
- Marilyn Manson (person)  forsanger keyboards, tambourine, saxophone, pan flute  (1989-)

## Tidligere medlemmer
- Zsa Zsa Speck (Perry Pandrea) – keyboards 1990
- Olivia Newton Bundy (Brian Tutunick) – bass 1990
- Gidget Gein (Brad Stewart) – bass 1990-1993
- Sara Lee Lucas (Fred Streithorst) – trommer 1990-1995
- Daisy Berkowitz (Scott Putesky) – guitar og programmering 1990-1996
- Zim Zum (Timothy Michael Linpton) – guitar 1996-1998
- John 5 (John Lowery) – guitar 1998-2004
- Mark Chaussee – guitar (live) 2004-2005
- Madonna Wayne Gacy (Stephen Bier, Jr.) – keyboard og elektroniske trommer 1989-2007
- Tim Skold – Guitar 2002 – 2008
- Rob Holliday (live) (2007-2008)
- Wes Borland (2008-2008)
- Twiggy Ramirez-Bass (1993-2002 2008-2009 2014-2017) Guitar (2009-2013)
- Ginger Fish- Trommer (1995-2011)
- Chris Vrenna-Keybord programming, percussions (2007–2011)
- Fred Sablan-Bass (2010–2014)
- Gil Sharone-Trommer  (2014-2019)
- Tyler Bates -Guitars (2014-2015; 2016-2018)